# سوی دیگر امید
سوی دیگر امید (انگلیسی: The Other Side of Hope) فیلمی در ژانر درام و کمدی به کارگردانی آکی کائوریسماکی است که در سال ۲۰۱۷ منتشر شد. از بازیگران آن می‌توان به ساکاری کوسمانن، کاتی اوتینن، ویله ویرتانن، تیمو توریکا و دمه کاروکسکی اشاره کرد.